# Karl Dörr (Politiker, 1949)
Karl Dörr (* 27. September 1949 in Groß-Umstadt) ist ein deutscher ehemaliger Politiker (SPD) und Abgeordneter des Hessischen Landtags.

## Ausbildung und Beruf
Nach dem Abitur im Jahr 1969 arbeitete Karl Dörr von 1969 bis 1971 als Polizeivollzugsbeamter beim Bundesgrenzschutz. Im Anschluss studierte er von 1971 bis 1978 Politikwissenschaften und Geschichte und machte das Referendariat für das Lehramt an Gymnasien. Seit 1972 ist Dörr Mitglied der Gewerkschaft Erziehung und Wissenschaft (GEW).
1978 bis 1985 arbeitete er als Lehrer in Frankfurt. 1985 bis 1987 war Dörr Mitarbeiter im Ministerbüro und Persönlicher Referent des Hessischen Kultusministers. Nach der Wahlniederlage von Rot-Grün arbeitete er 1987 bis 1991 Lehrer an der Offenen Schule in Babenhausen.
Karl Dörr ist evangelisch, verheiratet und hat zwei Kinder.

## Politik
Karl Dörr ist seit 1970 Mitglied der SPD. 
Kommunalpolitisch ist er als Stadtverordneter der Stadt Groß-Umstadt seit 1972 (davon seit 1997: Vorsitzender der Stadtverordnetenversammlung) tätig. Zeitweise war er auch Kreistagsabgeordneter im Landkreis Darmstadt-Dieburg von 1985 bis 1996.
Drei Wahlperioden, vom 5. April 1991 bis 2. Februar 2003, war Karl Dörr Mitglied des Hessischen Landtags für den Wahlkreis Darmstadt-Dieburg II. Im Landtag war er von Februar 1999 bis Januar 2003 Vorsitzender des kulturpolitischen Ausschusses.

## Ehrungen
2019 wurde er mit der Verleihung des Bundesverdienstkreuzes: Verdienstkreuz am Bande gewürdigt.
Schon im Mai 2016 wurde ihm von seiner Partei die Willy-Brandt-Medaille verliehen, der höchsten Auszeichnung, die innerhalb der Sozialdemokratischen Partei Deutschlands vergeben wird. Die damalige Landtagsabgeordnete Heike Hofmann und der SPD-Ortsvereinsvorsitzende Oliver Schröbel nahmen die Ehrung im Gruberhof vor. Dabei wurden besonders seine Verdienste als langjähriger Stadtverordneter und Stadtverordnetenvorsteher in Groß-Umstadt, die vor allem sehr eng mit dem Begriff der "Umstädter Konsenskultur" verbunden sind und seine Verdienste als langjähriger Landtagsabgeordneter, der sich in Wiesbaden vor allem in der Bildungspolitik kümmerte, hervorgehoben.